# Szolnok-Doboka (hetilap)
Szolnok-Doboka – Désen 1944 márciusában indult nemzetpolitikai társadalmi és közgazdasági hetilap. Elődje az 1918 előtt megjelent Vármegyei Közélet, amelyet azonban évfolyamszámozásában sem folytatott. Felelős szerkesztője Makkai Endre volt, a szerkesztőbizottság névsorában többek között Antal Dániel, Bányai Ferenc, Daday Loránd, Farkas Albert, Husz Ödön, Vékás József nevével találkozunk.